# Gran Premio di Spagna 1979
Il Gran Premio di Spagna 1979 è stata la quinta prova della stagione 1979 del Campionato mondiale di Formula 1. Si è corsa domenica 29 aprile 1979 sul Circuito di Jarama. La gara è stata vinta dal francese Patrick Depailler, su Ligier-Ford Cosworth; per il vincitore si trattò del secondo, e ultimo, successo nel mondiale. Ha preceduto sul traguardo l'argentino Carlos Reutemann e lo statunitense Mario Andretti, entrambi su Lotus-Ford Cosworth.

## Vigilia

### Sviluppi futuri
Il 20 aprile si tenne a Londra una riunione della FISA, organismo che aveva sostituito dal 1979 la Commissione Sportiva Internazionale, con lo scopo di redigere i nuovi regolamenti tecnici per le stagioni future. Jean-Marie Balestre, presidente della FISA, rigettò la proposta fatta dalla FOCA per la creazione di una commissione di gestione della Formula 1, che sarebbe stata composta da tre membri nominati dalla FOCA, tre dalla FISA, tre dagli organizzatori dei gran premi e due dagli sponsor. Balestre minacciò la creazione di un campionato mondiale di Formula 1 alternativo, al quale avrebbero partecipato le grandi case automobilistiche; minacciò inoltre di squalificare piloti e team che sarebbero rimasti fedeli al campionato gestito dalla FOCA. La FISA chiese anche delle delucidazioni all'Automobile Club britannico in merito alla natura giuridica della FOCA; inoltre la FISA evidenziò come un campionato gestito dalla FOCA potesse violare le leggi antitrust.
Venne ufficializzato l'esordio dell'Alfa Romeo nel Gran Premio del Belgio, quello successivo a quello di Spagna. Venne prospettato l'abbandono dell'attività agonistica, già nel corso della stagione 1979, di Niki Lauda. L'austriaco smentì la notizia affermando di voler proseguire almeno fino al termine della stagione 1980.
Durante una conferenza stampa la FISA annunciò anche la tenuta del Gran Premio d'Italia sul tracciato di Imola. La CSAI, dal suo canto, non avallò l'accordo per l'alternanza che era stato sottoscritto fra i due circuiti.

### Aspetti tecnici
Molte furono le novità per la prima gara iridata in Europa della stagione. La casa tedesca Kauhsen fece l'esordio assoluto con la WK. La Lotus portò per la prima volta la 80, affidata al solo Mario Andretti; anche la Renault presentò una nuova vettura, la RS10, utilizzata dal solo Jean-Pierre Jabouille. Infine vi fu l'esordio per la Merzario A2 e la Williams FW07. La McLaren portò una versione B della M28 per John Watson. La Wolf riutilizzò nuovamente la WR7, mentre l'Ensign ripresentò la N177. Solo nelle prove la Copersucar-Fittipaldi impiegò il modello F6, già utilizzato in Sudafrica, per poi ripiegare sulla F5A.
La Lotus 80 però non soddisfaceva Mario Andretti, che dichiarò:

### Aspetti sportivi
La scuderia tedesca Willi Kauhsen Racing Team fece il suo esordio nel mondiale. L'unica vettura portata venne affidata a Gianfranco Brancatelli, pilota torinese all'esordio nel mondiale, con una certa esperienza in Formula 2. Inizialmente la Kauhsen aveva utilizzato come pilota, nei test, il belga Patrick Nève.
La scuderia tedesca avrebbe dovuto già fare il suo esordio nel corso del mondiale 1978, utilizzando un telaio fornito dalla giapponese Kojima. La partecipazione, che avrebbe dovuto iniziare dal Gran Premio del Belgio 1978, poi non si era concretizzata per una diatriba fra la scuderia tedesca e lo sponsor Toshiba.
Per il 1979 la Kauhsen era stata multata di 30.000 dollari per aver pagato i diritti d'iscrizione con un assegno poi risultato non coperto; una volta saldata la multa la scuderia tedesca venne ammessa a partecipare al mondiale, anche se senza la possibilità di marcare punti validi per la classifica piloti e la Coppa Costruttori.

## Qualifiche

### Resoconto
Nella prima giornata di prove, caratterizzata da un teso vento, il tempo migliore fu fatto segnare da Gilles Villeneuve su Ferrari, in 1'14"87. Il canadese precedette il compagno di scuderia Jody Scheckter e Jacques Laffite, su Ligier. Le prove iniziarono con due ore di ritardo per la richiesta della FOCA di controllare attentamente l'apparato di pronto soccorso presente sul tracciato.
Al sabato le condizioni climatiche variarono rispetto al giorno precedente, con meno vento e una temperatura più elevata. Ciò favorì le vetture gommate Goodyear, che aveva anche portato delle gomme da tempo che duravano solo due giri. La prima fila venne monopolizzata dalle due Ligier di Jacques Laffite e Patrick Depailler: questa fu la terza pole position per la casa francese in stagione. Si migliorò anche Mario Andretti, che si pose quarto dietro a Gilles Villeneuve.

### Risultati
Nella sessione di qualifica si è avuta questa situazione:
| Pos                     | Nº | Pilota                 | Costruttore              | Tempo   | Griglia |
| ----------------------- | -- | ---------------------- | ------------------------ | ------- | ------- |
| 1                       | 26 | Jacques Laffite        | Ligier-Ford Cosworth     | 1'14"50 | 1       |
| 2                       | 25 | Patrick Depailler      | Ligier-Ford Cosworth     | 1'14"79 | 2       |
| 3                       | 12 | Gilles Villeneuve      | Ferrari                  | 1'14"82 | 3       |
| 4                       | 1  | Mario Andretti         | Lotus-Ford Cosworth      | 1'15"07 | 4       |
| 5                       | 11 | Jody Scheckter         | Ferrari                  | 1'15"10 | 5       |
| 6                       | 5  | Niki Lauda             | Brabham-Alfa Romeo       | 1'15"45 | 6       |
| 7                       | 6  | Nelson Piquet          | Brabham-Alfa Romeo       | 1'15"61 | 7       |
| 8                       | 2  | Carlos Reutemann       | Lotus-Ford Cosworth      | 1'15"67 | 8       |
| 9                       | 15 | Jean-Pierre Jabouille  | Renault                  | 1'15"78 | 9       |
| 10                      | 3  | Didier Pironi          | Tyrrell-Ford Cosworth    | 1'16"04 | 10      |
| 11                      | 16 | René Arnoux            | Renault                  | 1'16"06 | 11      |
| 12                      | 4  | Jean-Pierre Jarier     | Tyrrell-Ford Cosworth    | 1'16"08 | 12      |
| 13                      | 27 | Alan Jones             | Williams-Ford Cosworth   | 1'16"23 | 13      |
| 14                      | 28 | Clay Regazzoni         | Williams-Ford Cosworth   | 1'16"61 | 14      |
| 15                      | 20 | James Hunt             | Wolf-Ford Cosworth       | 1'16"88 | 15      |
| 16                      | 29 | Riccardo Patrese       | Arrows-Ford Cosworth     | 1'16"92 | 16      |
| 17                      | 30 | Jochen Mass            | Arrows-Ford Cosworth     | 1'17"04 | 17      |
| 18                      | 7  | John Watson            | McLaren-Ford Cosworth    | 1'17"11 | 18      |
| 19                      | 14 | Emerson Fittipaldi     | Fittipaldi-Ford Cosworth | 1'17"35 | 19      |
| 20                      | 8  | Patrick Tambay         | McLaren-Ford Cosworth    | 1'17"45 | 20      |
| 21                      | 9  | Hans-Joachim Stuck     | ATS-Ford Cosworth        | 1'17"57 | 21      |
| 22                      | 18 | Elio De Angelis        | Shadow-Ford Cosworth     | 1'17"85 | 22      |
| 23                      | 31 | Héctor Rebaque         | Lotus-Ford Cosworth      | 1'18"42 | 23      |
| 24                      | 17 | Jan Lammers            | Shadow-Ford Cosworth     | 1'18"79 | 24      |
| Vetture non qualificate |    |                        |                          |         |         |
| NQ                      | 22 | Derek Daly             | Ensign-Ford Cosworth     | 1'19"30 | NQ      |
| NQ                      | 24 | Arturo Merzario        | Merzario-Ford Cosworth   | 1'20"46 | NQ      |
| NQ                      | 36 | Gianfranco Brancatelli | Kauhsen-Ford Cosworth    | 1'23"24 | NQ      |

## Gara

### Resoconto
Al via, la testa della gara venne presa da Patrick Depailler, che precedeva Jacques Laffite, Gilles Villeneuve, Carlos Reutemann, Jody Scheckter e Mario Andretti.
L'argentino della Lotus passò Villeneuve nel corso del secondo giro, ma il canadese tentò di riprendersi subito la posizione. Sulla sua vettura però saltò la prima marcia, col canadese che finì fuori pista, ma fu capace di riprendere la gara, anche se solo al quarto posto. Pochi giri dopo e, a causa di un testacoda, Gilles Villeneuve perse altre posizioni, finendo nelle retrovie.
Patrick Depailler era capace di tenere un ritmo di gara di un secondo al giro più rapido del suo compagno di scuderia, e primo inseguitore, Jacques Laffite. Laffite si ritirò al giro 15, a causa di un guasto all'impianto elettrico. Ora scalava in seconda posizione Carlos Reutemann, seguito da Jody Scheckter, Mario Andretti, Niki Lauda e Jean-Pierre Jarier. Questi ultimi quattro piloti dettero vita a un lungo duello per il terzo posto.
La classifica rimase congelata fino al quarantacinquesimo giro quando Niki Lauda fu capace di passare Andretti. L'austriaco della Brabham, quindici giri dopo, fu capace di passare anche Jody Scheckter, e porsi al terzo posto. Tre giri dopo, però, un guasto al motore della sua monoposto, lo costrinse al ritiro. Dalle retrovie, intanto, stava rinvenendo Gilles Villeneuve, che al giro 58 aveva compiuto un pit stop: con gomme nuove il canadese fece segnare tempi molto veloci e, dopo il ritiro di Lauda, si pose all'ottavo posto.
Al giro 67 Mario Andretti scalzò Scheckter dal podio virtuale, mentre Villeneuve conquistò ancora una posizione, passando Jochen Mass.
Patrick Depailler si aggiudicò il secondo e ultimo gran premio di F1, valido per il mondiale, della sua carriera, precedendo le due Lotus. Questa fu anche la centoventesima vittoria per una vettura a motore Ford Cosworth.

### Risultati
I risultati del gran premio furono i seguenti:
| Pos | No | Pilota                 | Costruttore              | Giri | Tempo/Ritiro    | Pos. Griglia | Punti |
| --- | -- | ---------------------- | ------------------------ | ---- | --------------- | ------------ | ----- |
| 1   | 25 | Patrick Depailler      | Ligier-Ford Cosworth     | 75   | 1h39'11"84      | 2            | 9     |
| 2   | 2  | Carlos Reutemann       | Lotus-Ford Cosworth      | 75   | +20"94          | 8            | 6     |
| 3   | 1  | Mario Andretti         | Lotus-Ford Cosworth      | 75   | +27"31          | 4            | 4     |
| 4   | 11 | Jody Scheckter         | Ferrari                  | 75   | +28"68          | 5            | 3     |
| 5   | 4  | Jean-Pierre Jarier     | Tyrrell-Ford Cosworth    | 75   | +30"39          | 12           | 2     |
| 6   | 3  | Didier Pironi          | Tyrrell-Ford Cosworth    | 75   | +48"43          | 10           | 1     |
| 7   | 12 | Gilles Villeneuve      | Ferrari                  | 75   | +52"31          | 3            |       |
| 8   | 30 | Jochen Mass            | Arrows-Ford Cosworth     | 75   | +1'14"84        | 17           |       |
| 9   | 16 | René Arnoux            | Renault                  | 74   | +1 giro         | 11           |       |
| 10  | 29 | Riccardo Patrese       | Arrows-Ford Cosworth     | 74   | +1 giro         | 16           |       |
| 11  | 14 | Emerson Fittipaldi     | Fittipaldi-Ford Cosworth | 74   | +1 giro         | 19           |       |
| 12  | 17 | Jan Lammers            | Shadow-Ford Cosworth     | 73   | +2 giri         | 24           |       |
| 13  | 8  | Patrick Tambay         | McLaren-Ford Cosworth    | 72   | +3 giri         | 20           |       |
| 14  | 9  | Hans-Joachim Stuck     | ATS-Ford Cosworth        | 69   | +6 giri         | 21           |       |
| Rit | 5  | Niki Lauda             | Brabham-Alfa Romeo       | 63   | Perdita d'acqua | 6            |       |
| Rit | 31 | Héctor Rebaque         | Lotus-Ford Cosworth      | 58   | Motore          | 23           |       |
| Rit | 27 | Alan Jones             | Williams-Ford Cosworth   | 54   | Cambio          | 13           |       |
| Rit | 18 | Elio De Angelis        | Shadow-Ford Cosworth     | 52   | Motore          | 22           |       |
| Rit | 28 | Clay Regazzoni         | Williams-Ford Cosworth   | 32   | Motore          | 14           |       |
| Rit | 20 | James Hunt             | Wolf-Ford Cosworth       | 26   | Freni           | 15           |       |
| Rit | 15 | Jean-Pierre Jabouille  | Renault                  | 21   | Turbo           | 9            |       |
| Rit | 7  | John Watson            | McLaren-Ford Cosworth    | 21   | Motore          | 18           |       |
| Rit | 26 | Jacques Laffite        | Ligier-Ford Cosworth     | 15   | Motore          | 1            |       |
| Rit | 6  | Nelson Piquet          | Brabham-Alfa Romeo       | 15   | Iniezione       | 7            |       |
| NQ  | 22 | Derek Daly             | Ensign-Ford Cosworth     |      |                 |              |       |
| NQ  | 24 | Arturo Merzario        | Merzario-Ford Cosworth   |      |                 |              |       |
| NQ  | 36 | Gianfranco Brancatelli | Kauhsen-Ford Cosworth    |      |                 |              |       |

## Classifiche

### Piloti
| Pos. | Pilota             | Punti |
| ---- | ------------------ | ----- |
| 1    | Gilles Villeneuve  | 20    |
| 2    | Patrick Depailler  | 20    |
| 3    | Jacques Laffite    | 18    |
| 4    | Carlos Reutemann   | 18    |
| 5    | Jody Scheckter     | 16    |
| 6    | Mario Andretti     | 12    |
| 7    | Jean-Pierre Jarier | 7     |
| 8    | John Watson        | 4     |
| =    | Alan Jones         | 4     |
| 10   | Didier Pironi      | 4     |
| 11   | Emerson Fittipaldi | 1     |
| =    | Niki Lauda         | 1     |

### Costruttori
| Pos. | Team                     | Punti |
| ---- | ------------------------ | ----- |
| 1    | Ligier-Ford Cosworth     | 38    |
| 2    | Ferrari                  | 36    |
| 3    | Lotus-Ford Cosworth      | 30    |
| 4    | Tyrrell-Ford Cosworth    | 11    |
| 5    | McLaren-Ford Cosworth    | 4     |
| =    | Williams-Ford Cosworth   | 4     |
| 7    | Fittipaldi-Ford Cosworth | 1     |
| =    | Brabham-Alfa Romeo       | 1     |